# Trọng Do
Trọng Do (tiếng Trung: 仲由, 542 - 480), họ Trọng, tên Do, tự Tử Lộ (子路), hiệu Quý Lộ (季路) là một quan đại phu nước Lỗ. Ông là một trong Thất thập nhị hiền được thời phối ở Văn miếu.

## Gia thế
Theo Nhị thập tứ hiếu, Trọng Do thuở nhỏ thờ cha mẹ rất hiếu đễ. Nhà nghèo, ông thường đi đội gạo đường xa hàng trăm dặm về nuôi cha mẹ. Không có tiền mua thức ăn, phải tìm các thứ rau về nấu canh dâng lên cha mẹ dùng tạm.
Sau khi cha mẹ mất, ông sang nước Sở, được vua Sở trọng dụng, phong ban tước cao sang, cấp nhiều bổng lộc. Ông thường than phiền là không còn cha mẹ để được phụng dưỡng như xưa, để ngày ngày đội gạo, bữa bữa nấu canh rau. Khổng Tử thường khen Tử Lộ là người chí hiếu và thận trọng từng hành vi.
Năm 498 TCN, Trọng Do làm quan tể ấp Bồ nước Vệ, thành gia thần của đại phu Khổng Khôi.
Năm 480 TCN, Khoái Hội làm chính biến, Khổng Khôi bị bắt. Trọng Do vì muốn cứu Khổng Khôi mà giao chiến với gia thần của Khoái Hội là Thạch Khất, Vu Yểm. Vu Yểm cắt đứt dây lưng của Trọng Do, thừa cơ giết chết, băm xác. Khi ấy Trọng Do 63 tuổi.